# Artsvaberd
Artsvaberd är en ort i Armenien.   Den ligger i provinsen Tavusj, i den nordöstra delen av landet, 110 kilometer nordost om huvudstaden Jerevan. Artsvaberd ligger 1 285 meter över havet och antalet invånare är 3 193.
Terrängen runt Artsvaberd är kuperad åt nordväst, men åt sydost är den bergig. Närmaste större samhälle är Berd, 8,3 kilometer nordväst om Artsvaberd.
I omgivningarna runt Artsvaberd växer i huvudsak lövfällande lövskog. Runt Artsvaberd är det ganska tätbefolkat, med 78 invånare per kvadratkilometer.